# Тетруев, Василий Гаврилович
Василий Гаврилович Тетруев (8 декабря 1872 — 7 мая 1915) — генерал-майор Российской императорской армии. Кавалер ордена Святого Георгия 4-й степени и Георгиевского оружия. Участник Первой мировой войны, погиб в бою на реке Сан.

## Биография
Василий Тетруев родился 8 апреля 1872 года в семье потомственных дворян Тифлисской губернии. По вероисповеданию был православным. В 1891 году окончил Тифлисский кадетский корпус, после чего 1 сентября того же года поступил на службу в Российскую императорскую армию. В 1893 году окончил 1-е военное Павловское училище, по 1-му разряду, и был выпущен в 155-й пехотный Кубинский полк. 7 августа 1893 года был произведён в подпоручики со старшинством с 4 августа 1892 года.
1 июля 1907 года произведен в поручики со старшинством с 4 августа 1896 года, а 1 июля 1901 года произведён в штабс-капитаны со старшинством с 4 августа 1900 года. В 1901 окончил младший класс, а в 1903 году окончил старший класс Николаевской академии Генерального штаба, по 2-му разряду. С 1903 по 1904 годы проходил курс обучения на Интендантском курсе той же академии, но был отчислен по личному желанию. 5 июля 1905 года произведён в чин капитана со старшинством с 4 августа 1904 года. В течение трёх лет, трёх месяцев и 26 дней был командиром роты. За это время трижды прикомандировывался к 16-му гренадерскому Мигерельскому полку. С 16 сентября 1907 года по апрель 1909 года находился в распоряжении Временного Эриванского генерал-губернатора и занимал должности правителя его гражданской канцелярии  и Начальника штаба охранных войск Эриванской губернии.
26 февраля 1908 года был произведён в чин подполковника со старшинством. 18 января 1909 года был переведён на службу в 262-й пехотный Сальянский полк. Многократно исправлял должность командира одного из батальонов полка, председателя полкового суда, старшего штаб-офицера и командира полка, а 7 августа 1910 года был назначен командиром его 2-го батальона, а 8 января 1914 года — начальникам хозяйственной части полка. 6 мая 1914 года был произведён в полковники со старшинством «на вакансию».
Участвовал в Первой мировой войне. 9 августа 1914 года Тетруев, который на тот момент был временно командующий полком отбыл вместе с ним к линии фронта. С 8 октября 1914 года по 31 января 1915 года был временно командующим 82-м Дагестанским пехотным полком. С 9 по 14 октября 1914 года принимал участие в боях с войсками Германии и Австрии близ деревень Богуцыны и Красно-Доброво. 14 октября 1914 года получил ранение, после чего отбыл на лечение в Баку. 6 января 1915 года был удостоен Георгиевского оружия. 31 января вернулся в полк. 19 — 20 февраля 1915 года участвовал в бою близ деревни Моцарже. С 20 февраля 1915 года по 21 марта 1915 года временно занимал должность командующего 81-м пехотным Апшерским полком. С 21 февраля по 17 марта 1915 года находился в крепости Осовец, которая была осаждена немецкими войсками, участник обороны крепости. 21 марта 1915 года назначен командиром 208-го пехотного Лорийского полка. С 21 по 28 апреля участвовал в боях у деревень Седлиско, Домбровка, Подзамче, Лубнице, Савилы, Воли-Поле, Шумарово, Гродзиско, Заводка, Новсе и Злобин. С 28 апреля по 6 мая участвовал в боях на реке Сан. Погиб в бою 7 мая 1915 года. Был похоронен на военном кладбище в Томашеве (Холмская губерния). Исключён из списков в чине генерал-майора. 5 февраля 1916 года удостоен ордена Святого Георгия 4-й степени.

## Награды
Василий Тетруев был удостоен следующих наград:
- Орден Святого Георгия 4-й степени (Высочайший приказ от 5 февраля 1916)
- Георгиевское оружие (Высочайший приказ от 6 января 1916)
— «за то, что с 11-го по 14-е Октября 1914 года в бою под д.д. Янушно, Красна и Домбров временно командуя 82-м пехотным Дагестанским Его Императорскаго Высочества Великаго Князя Николая Михайловича полком, занял названным полком опушку леса и, находясь в боевой линии войск, в течение трёх дней отразил все энергичные наступления превосходных сил противника.»
- Орден Святого Владимира 3-й степени с мечами (Высочайший приказ от 25 мая 1915);
- Орден Святой Анны 2-й степени с мечами (Приказ по войскам 12-й армии № 1537 от 8 мая 1915; Высочайший приказ от 24 мая 1916)
- Орден Святой Анны 3-й степени (Высочайший приказ от 6 мая 1911);
- Орден Святого Станислава 2-й степени с мечами (Приказ по войскам Юго-Западного фронта  № 552 от 30 апреля 1915; Высочайший приказ от 31 мая 1916);
- Орден Святого Станислава 3-й степени ( Высочайший приказ от 2 июня 1906).